# Justyna Francucci Bezzoli
Justyna Francucci Bezzoli (zm. 12 marca 1319) – zakonnica, święta benedyktynka z klasztoru Santa Maria del Ponte w Arezzo, pustelniczka, błogosławiona Kościoła katolickiego.
Jej kult zatwierdził w 1890 roku Leon XIII, a wspomnienie obchodzone w dzienną pamiątkę śmierci.
W diecezji Arezzo święto obchodzone jest 9 sierpnia.